# Теодо I
Теодо I (на немски: Theodo I.; * пр. 630; † 680) от династията на Агилолфингите, е херцог на Бавария (provincia baiuvariorum) от 640 до 680 година. Наричан е и Теодо IV, като се смятат и другите с такова име – легендарните херцози от Теодон I (508 – 512) до Теодон III (537 – 565).

## Живот
За него няма сигурни сведения. Женен е бил за Глейзнод от Фриули, дъщеря на херцог Гизулф II от Фриули, и има две деца: син Лантперт и дъщеря Ута (вероятно Ита), която се омъжва вероятно за Гримоалд I, херцог на Беневенто (647 – 662), крал на лангобардите и крал на Италия от 662 до 671 г.
В двореца му в Регенсбург се заселва и владиката Емерам.
Наследник на Теодо I става за кратко време синът му Лантперт, убиецът на Емерам. След това херцог става Теодо II (680 – 717), внукът на Гарибалд II.